# Donna Leon – Das goldene Ei
Das goldene Ei ist ein deutscher Fernsehfilm von Sigi Rothemund aus dem Jahr 2016, der auf dem gleichnamigen Roman von Donna Leon basiert. Es handelt sich um den 22. Filmbeitrag der Donna-Leon-Filmreihe.

## Handlung
Commissario Brunettis Frau Paola wird Zeugin des Zusammenbruchs des 25-jährigen Davide Cavanella, der ihr beim Einkäufetragen geholfen hat. Der junge Mann arbeitete in der Reinigung seiner Tante und war anscheinend geistig behindert. Er stirbt im Krankenhaus, wo die Ärzte feststellen, dass er eine ungewöhnliche Menge blutdrucksenkender Medikamente im Blut hatte. Als Brunetti und Sergente Vianello Davides Mutter aufsuchen, gibt sie an, ihrem Sohn beim Sterben geholfen zu haben. Weder Paola noch Brunetti können dies so recht glauben, doch mit dem Geständnis der Mutter scheint der Fall gelöst.
Kurz darauf entdeckt Paola in ihrer Wohnung ein Wäschepaket, das Davide noch ausliefern wollte, nachdem er bei den Brunettis war. Sie bringt es zum Empfänger, einem Steinmetz, und erfährt, dass Davide ihn häufig besuchte und in seiner Werkstatt kleine Statuen schuf. Der Steinmetz gibt an, dass der Junge zwar in sich gekehrt, aber keineswegs dumm oder ungeschickt gewesen sei.
Seine Mutter wusste von diesem verborgenen Talent ihres Sohnes nichts, womit für Brunetti klar ist, dass ihr Sohn ihr erst recht nicht erzählt hätte, dass er sterben wollte.
Die Staatsanwaltschaft will den Fall jedoch als abgeschlossen sehen und Davides Leiche einäschern.
Um die Polizei dazu zu bringen, weiter zu ermitteln, macht Paola eine Falschaussage. Die Autopsie ergibt, dass Davide sogar zwei Medikamente im Blut hatte, und zwar in einem Verhältnis, das nur ein Arzt hätte bestimmen können. Bevor der Hausarzt der Familie befragt werden kann, kommt dessen Anwalt und verhindert ein Gespräch. Zudem wird den Brunettis ein Video zugespielt, aus dem hervorgeht, dass Paola nicht die Wahrheit über Davides Zusammenbruch gesagt hat: Brunetti ist erpressbar.
Währenddessen haben sowohl Signorina Elettra als auch Sergente Alvise für Brunetti Hintergrundinformationen beschafft, aus denen hervorgeht, dass Davide aus einer Beziehung seiner Mutter mit dem reichen Unternehmer Ludovico Lembo stammt. Davides Tante entdeckte eine Gesetzesanpassung, laut der Davide als Erbe infrage käme, und wollte die Lembos erpressen. Lembos Frau bezahlte sie jedoch dafür, den Jungen verschwinden zu lassen, damit er nie als Erbe auftauchen würde, um einen Skandal zu verhindern. Davides scheinbare Behinderung rührte daher, dass er die ersten sechs Jahre seines Lebens in einem Hinterzimmer seiner Tante eingesperrt war, während seine Mutter im Koma lag. Durch das vernagelte Fenster sah er draußen auf dem Platz eine Statue, allerdings nicht ihren Kopf, weshalb sämtliche Statuen, die er fertigte, kopflos waren. Signora Lembo wird verhaftet, ebenso wie Davides Tante.

## Produktionsnotizen
Das goldene Ei wurde in Venedig gedreht und am 31. März 2016 um 20:15 Uhr auf Das Erste erstausgestrahlt.
Donna Leon – Das goldene Ei wurde neben Donna Leon – Tierische Profite auf DVD veröffentlicht.

## Kritik
Die Kritiker der Fernsehzeitschrift TV Spielfilm vergaben eine mittlere Wertung (Daumen zur Seite) und kritisierten: „böse Story, betulich umgesetzt; zum Finale hilft der Zufall.“ Das Fazit lautete: „Höchstens aus Blattgold, dieses Krimi-Ei“.